# Hydrophorus aestuum
Hydrophorus aestuum är en tvåvingeart som beskrevs av Friedrich Hermann Loew 1869. Hydrophorus aestuum ingår i släktet Hydrophorus och familjen styltflugor. Inga underarter finns listade i Catalogue of Life.